# North America and West Indies Station
La North America and West Indies Station, en français : Station d'Amérique du Nord et des Antilles, était une formation ou un commandement militaire de la Royal Navy britannique stationnée dans les eaux nord-américaines entre 1745 et 1956. La North American Station (Station d'Amérique du Nord) est distincte de la West Indies Station (Station des Antilles) jusqu'en 1818, date à laquelle les deux entités fusionnent pour donner naissance à la North America and West Indies Station. Elle est renommée America and West Indies Station en 1926. La station était commandée par le Commander-in-Chief, North America and West Indies Station qui deviendra par la suite Commander-in-Chief, America and West Indies Station.

## Histoire
L'escadre est constituée en 1745 pour contrer les forces françaises en Amérique du Nord. Durant la Guerre de Succession d'Autriche; l'Expédition du duc d'Anville échoue dans sa tentative de reprendre l'Acadie. Après la prise de Louibourg en 1758; Philip Durell fut promu contre-amiral de l’escadre bleue et hiverna en Amérique avec mission de choisir un endroit propice à la construction d’un bassin de carénage et à l’érection d’un hangar pour réparer les vaisseaux de Sa Majesté. Durell choisit un terrain situé à Gorham’s Point, dans l’actuelle ville de Halifax. Pendant ses soixante premières années d'existence, le quartier général est situé au Halifax Naval Yard à Halifax en Nouvelle-Écosse - aujourd'hui CFB Halifax. Le quartier général de la North American Station de la Royal Navy est Halifax entre 1758 et 1818. Le terrain et les bâtiments pour l'établissement d'un chantier naval sont achetés par le Royal Naval Dockyard, Halifax en 1758 et l'installation débute l'année suivante, en 1759. La base est utilisée par la Royal Navy en Amérique du Nord pendant la guerre de Sept Ans, la guerre d'indépendance des États-Unis, les guerres de la Révolution et de l'Empire et la guerre de 1812. En 1818, Halifax devient la base estivale pour l'escadre qui passe au Royal Naval Dockyard, Bermuda pour le restant de l'année,.
En 1818, la principale base est désormais aux Bermudes qui était mieux positionnée pour contrer la menace des navires américains. La Royal Navy avait fondé un établissement permanent aux Bermudes en 1795, et avait commencé à faire l'acquisition de terrains dans l'archipel pour l'installation d'une base navale, qui deviendra le Royal Naval Dockyard, Bermuda.

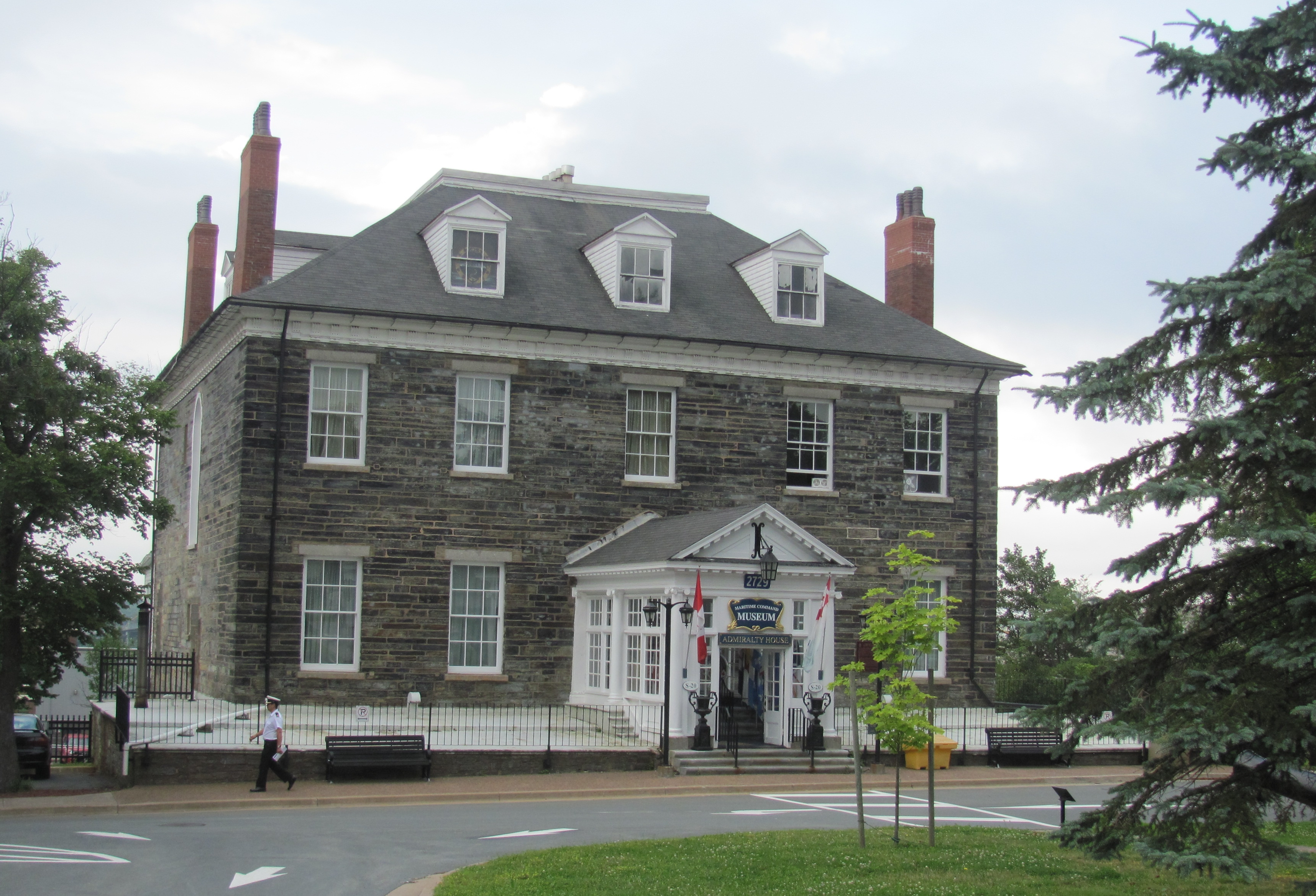
Admiralty House, Halifax, quartiers d'été de l'officier supérieur à la tête de la station.

En 1926, l'officier supérieur commandant la station devient Commander-in-Chief, America and West Indies. Après la quasi-fermeture du Royal Naval Dockyard, Bermuda en 1951, une petite partie de la base connue sous le nom de HMS Malabar servira un temps de station.
En 1952, vice-amiral Sir William Andrewes (en), commandant en chef de la station, deviendra le premier Commandant suprême allié Atlantique. Le 29 octobre 1956, le commandant devient Senior Naval Officer West Indies (SNOWI). Le SNOWI servira en tant que Island Commander Bermuda dans la chaîne de commandement de l'OTAN, sous les ordres du Commander-in-Chief, Western Atlantic dans le cadre du SACLANT. Le SNOWI est finalement démantelé le 1er avril 1976.
En 1995, lorsque le HMS Malabar est rendu au gouvernement des Bermudes, la présence de la Royal Navy dans le nord-ouest de l'océan Atlantique et dans les Caraïbes avait été réduite à West Indies Guard Ship (également appelée Atlantic Patrol Task (North)), un rôle rempli par des frégates de la flotte, qui se relayent alors pour patrouiller dans les eaux des Caraïbes.